# محمد عليخاني
محمد عليخاني ( (بالفارسية: محمد علیخانی) هو سياسي إصلاحي إيراني يعمل حاليًا كعضو في مجلس مدينة طهران. كما أنه مثل قزوين في البرلمان.  